# Karl Deml
Karl Deml (* 21. August 1903 in Aschaffenburg; † nach 1968) war ein deutscher Kommunalpolitiker und bayerischer Richter.

## Werdegang
Deml war Landgerichtsrat am Landgericht München I. Am 25. Juni 1937 beantragte er die Aufnahme in die NSDAP und wurde rückwirkend zum 1. Mai desselben Jahres aufgenommen (Mitgliedsnummer 5.042.829). Im Juni 1945 wurde er von der US-amerikanischen Militärregierung als Landrat des Landkreises Günzburg eingesetzt. Als seine frühere Mitgliedschaft in der NSDAP bekannt wurde, wurde er am 30. November 1945 abgesetzt.
Später wurde er Präsident des Landgerichts Traunstein und berufsrichterliches Mitglied des Bayerischen Verfassungsgerichtshofs. Am 31. August 1968 trat er in den Ruhestand.
Deml war seit 1922 Mitglied der katholischen Studentenverbindung KDStV Aenania München.